# Molí dels Anouers
El molí dels Anouers és un molí hidràulic que es troba a la partida de la Mitjana, al terme de Potries, la Safor. Se'l coneix també pels noms de dels Anoers i dels Anohuers. Anouer es la forma local de noguera (Juglans regia).

## Context
El molí està situat a la partida de la Mitjana, al terme de Potries. Està alimentada per la pròpia séquia Comuna d'Oliva. des del partidor de Sotaia. Està situat uns 1.600 m aigües avall del molí Canyar i 900 m aigües amunt del molí Canyisset.
L'aigua com a força per moure enginys va tenir gran importància a la Safor. A la Concòrdia de 1511 els molins es descriuen detalladament. A més, els molins constituïen una de les principals fonts d'ingressos dels senyorius locals. I així, encara que la presència de molins a la comarca ja havia anat en augment, va ser a partir de la supressió dels senyorius a inicis del segle XIX quan el seu nombre creix més, comptant amb prop de seixanta a finals d'eixe segle.

## Història
El molí apareix documentat com a fariner des d’almenys el segle xv, així consta en la Concòrdia de 1511 on se l’anomenava molí de “Çar Borzen, moro de Beniflà”; l’any 1745 apareix amb el nom de “molino de los nogales“, en un memorial per un pleit sobre aigües realitzat per Gregori Maians, mentre que a la fi del segle XIX i començament del XX apareix amb la denominació de “molino de Almúnia“.
Sembla que la part més antiga del molí és la galeria inferior o cava i segurament el tram central on se situa la sala de moles.
L'edifici va ser adquirit a finals del segle XX per un súbdit britànic per transformar-lo en una mena de residència, amb diferents dependències i habitacions. Aquest projecte va fracassar i sembla que l'edifici va passar a les mans dels seus propietaris anteriors, després d'haver substancialment remodelat en algunes de les seues parts. El seu abandonament ha produït un continu procés de degradació, presentant un lamentable estat de conservació segons indica l'equip tècnic de la Generalitat en una fitxa del 2004: “Edifici de dues plantes que després de convertir-se en hotel rural ha quedat en el més absolut abandonament i ruïna total. Conserva en mal estat el banc amb dos jocs de queixal fariner i una arrossera i els dipòsits de recollida de la farina."
Un estudi de 2016 indica la presència de nombrosos elements aliens a l'estructura original, com ara un piscina coberta i murs de materials no originals, així com l'estat ruïnós de parts del conjunt, amb pèrdua d'alguns forjats de la planta primera.

## Descripció

### Séquies contigües

#### Tram de séquia a l'entrada de les aigües
Aquest tram va ser construït cap al segle XV. En opinió de Gisbert Santonja, al segle xix va patir transformacions al costat d'una remodelació del molí i una altra a la dècada de 1960. S'utilitza per a la conducció general de les aigües, encara que el seu aprofitament immediat en un molí fariner; a continuació són utilitzades per al regadiu. El tram de séquia que constitueix l'entrada d'aigües al molí fariner anomenat dels Anouers és un tram de la séquia Comuna d'Oliva. El seu caixer és de secció triangular i està flanquejat per murets de maçoneria irregular, travada amb morter de calç que conté abundants palets de mida petita i diminuta, i a més algun reble entre juntes. Els murs estan revestits d'una sòlida argamassa de ciment amb graves, quedant finament arrebossades les cares interiors del caixer. El sòl de la séquia presenta una fàbrica idèntica a la descrita als murs. Aquest tram de la séquia té un lleuger desnivell fins a arribar a un constrenyiment que se situa a la boca del cup, adossat aquest a l'edifici del molí. El pou és de secció circular, i està tancat a la part superior per una reixa de ferro. La fàbrica apareix emmascarada pel revestiment que hem comentat per als murs del caixer. Aquesta inclinació de la séquia, en direcció al pou, és perquè així s'accelera la velocitat de l'aigua. Aquesta en caure ràpidament al pou augmenta la seva pressió i, per tant, la seva força motriu, aconseguint així moure amb facilitat el mecanisme motriu del molí. Quant a la seua cronologia cal apuntar que aquesta séquia ja apareix referida a la Concòrdia de 1511, per la qual cosa ha estat datada al segle XV.

#### Tram de séquia a l'eixida de les aigües
Aquest tram va ser construït al segle XV i no consten transformacions posteriors. S'utilitza per a la conducció de les aigües de la séquia Comuna d'Oliva usades per al regadiu i les activitats industrials, principalment la molineria. És un tram de séquia descoberta que es localitza immediatament després del molí dels Anouers, i a ella desemboquen les aigües provinents de la cava o arbre del molí. El marge septentrional presenta l'aspecte que havien de tenir originalment la majoria dels marges de séquia de la comarca, és a dir, de terra i canyes. Les canyes o altres tipus de plantes reforcen amb el desenvolupament de les seues arrels els marges de terra, evitant-ne l'erosió pel corrent d'aigua de la séquia. Es considera (Gisbert Santonja) que aquest marge es conserva així per limitar amb el camí d'entrada al molí. El marge oposat, en canvi, és un sòlid mur de morter de ciment i graves irregulars, aixecat amb la tècnica de l'encofrat. Aquest mur constitueix a més a més el marge del camp contigu i evita que en època de pluges o quan es rega la parcel·la s'erosione aquest costat del camp. L'amplada de la séquia en aquest tram és d'uns 4 m4 m i la profunditat és d'uns 2,5 m degut al salt d'aigua que es produeix al molí. Se la menciona a la Concòrdia de 1511, segons la qual aquesta la séquia ja discorria per ací en aquell moment, per la qual cosa se la data al segle XV.

### Edificis
En el conjunt es distingeixen dos edificis, d'un banda l'edifici del molí pròpiament dit i d'una altra un segon edifici adossat a la part occidental que va haver de ser una mena de magatzem.
Els murs són d’un espessor considerable, amb la qual cosa adquireix una notable inèrcia tèrmica que proporciona una barrera per al pas de la temperatura tant interior com exterior. L’espessor del perímetre del molí es troba entre 45 i 50 cm. Els tancaments exteriors coincideixen amb els murs de càrrega i estan construïts a base de maçoneria amb morter de cal i arena i tots ells menys un es trobaven (2016) en bones condicions, tot i que s’apreciava desgast del revestiment dels murs per les inclemències del temps.

#### Edifici del molí
L'edifici del molí és de planta rectangular i la seua fàbrica és de maçoneria irregular, maó i morter de calç, els murs es troben coberts per un arrebossat, i estan tots ells emblanquinats. Disposa de planta baixa i primer pis. La coberta és a dues aigües amb teula àrab. Per sota de la planta baixa es localitza la cacau o cava, que generalment és un espai de volta on se situa el mecanisme que transforma l'energia hidràulica en força motriu.
La façana principal s'orienta a l'Est, i s'hi situa l'accés a través d'un va adovellat. Al mateix nivell de la porta s'obren tres obertures rectangulars adovellades, que són les finestres que il·luminen l'interior de la planta baixa. Al pis superior se situen quatre obertures més, en línia amb les situades a la planta baixa i amb una tipologia similar a aquestes. Tant al mur septentrional, com al meridional i l'occidental s'obren obertures idèntiques als anteriors.
L'espai interior s'organitza en profunditat mitjançant dues crugies separades per una biga mestra de fusta gruixuda que descansa en pilars rectangulars. Longitudinalment l'espai queda dividit en tres zones, la primera contigua a l'accés és una mena de zaguà, comunicat a la part Nord amb un petit cobert que s'adossa a l'exterior del mur. Al centre es localitza la sala de moles, situada a la segona crugia, i precedida d'una sala clar a la primera crugia. El terra dels dos espais és de lloseta, destacant el que pavimenta la primera crugia amb dibuix a base d'estries realitzades al fang humit. La sala de queixal està a nivell lleugerament superior a la de la sala anterior, encara es conserven dues moles fixes a terra, així com les dues moles mòbils que se situaven per sobre d'aquests. Les quatre moles són d'una pedra compacta i dura, possiblement granit. Per davant de les moles fixes hi ha dos buits, excavats a terra, rectangulars que és on queia la farina producte de la trituració del gra als queixals. A la dreta es localitza un petit espai, tancat per un muret, que havia de ser el lloc on s'emmagatzemava el gra per a la mòlta. En aquest indret encara es conserva un rodet, molt deteriorat, però que el seu evident interès etnogràfic el fa suceptible de recuperació. El rodet se situava a la part inferior de la sala de moles, a la cava o cacau subterrani, és una mena de roda de carro els radis del qual assemblen grans cullerots denominats àlabs. En incidir l'aigua que queia a gran pressió des del pou sobre les àlabes, el rodet girava imprimint una fusta, anomenada arbre, que se situa a la part superior, i per la ficció d'aquesta amb la mola fixa es tritura el gra introduït entre ambdues.
La tercera zona d'aquesta planta baixa se situa a l'extrem meridional, és una estança on es localitza la cuina de l'edifici amb restes de forn de pa coure. En un racó d'aquesta estada hi ha l'escala per on s'accedeix al pis superior. Tota la planta baixa es cobreix amb un sostre de bigues de fusta, transversals respecte a la biga mestra, i entrepans o revoltons entre elles. Aquesta sostrada serveix de suport al terra de la segona planta. Aquesta darrera està enormement transformada per l'intent remodelador de la dècada dels 80 del segle xx.
L'edifici era de tres crugies, dues alçades i una façana d'uns 20 m. La superfície total seria d'uns 800 m2. Maçoneria de maó cimentada amb ciment i calç. Tapial interior de maó. Techumbre a dues aigües. Tenia corral i quadra. La sala del molí era de 150 m2.

#### Edifici adossat
Aquest edifici, destinat a magatzem, està situat a la part nord-occidental de l'edifici. Té planta rectangular i la remodelació dels anys 1980 ha afectat força la seua estructura. Cal destacar un passadís disposat transversalment a la direcció de l'edifici del molí, que es flanqueja al nord per un mur de maçoneria irregular carejada i morter de calç, i al sud per petites estances rectangulars obertes al passadís per arcs de mig punt en maó massís, i separades entre si per envans d'obra moderna. Aquesta zona descrita possiblement forma part de l'antic espai destinat a l'emmagatzematge. Al fons del passadís, en direcció oest, se situa una escala per la qual s'accedeix a una planta superior totalment reformada, fins i tot hi ha una piscina i una sèrie d'arcades de factura moderna. Al mur meridional hi ha una obertura de sortida que confronta amb el tram de séquia d'entrada d'aigües al molí.
Per la tipologia actual de l'edifici amb característiques pròpies de l'arquitectura rural popular, sense concessió a allò superflu i decoratiu, molt funcional i de sòbria i senzilla fàbrica. L'edifici va ser remodelat o reconstruït al segle XIX. Aquest edifici decimonònic diferencia clarament les zones destinades a activitats domèstiques de les destinades a les laborals, i disposa duna manera simètrica i equilibrada les obertures que il·luminen linterior de l'edifici.

### Estructura i instal·lacions del molí
Disposava d'un cup de 122 cm de diàmetre i dos metres de desnivell. Movia directament dos jocs de moles catalanes, que foren substituïdes per altres franceses de 132 cm de diàmetre i 12 cm d'alçada les sotanes i 22 cm les volanderes, amb dues farneres de 150 per 90 cm i 53 cm de profunditat. Una altra mola afegida posteriorment, estava unida a les altres per un engranatge i amb una nova farnera. La cacau disposava de dues voltes de 160 cm d'alçada i ample i 3 metres de llarg. Una albellonada travessava la sala del molí i el camí davanter. El ventador eixia per l'esquerra del corrent d'aigua abans del cup. Les dimensions de la séquia eren una profunditat de 70 cm i una amplària de 160 cm.